# Rivière Pascalis
Rivière Pascalis är ett vattendrag i Kanada.   Det ligger i provinsen Québec, i den sydöstra delen av landet, 300 km norr om huvudstaden Ottawa. Rivière Pascalis ligger vid sjöarna  Lac Pascalis Lac Tiblemont och Petit lac Obaska.
I omgivningarna runt Rivière Pascalis växer i huvudsak blandskog. Trakten runt Rivière Pascalis är nära nog obefolkad, med mindre än två invånare per kvadratkilometer.